# Antonio Auger
Antonio Auger, né le 28 mars 1900 à Sainte-Croix et mort le 18 janvier 1979 à Alma, est un médecin et homme politique québécois.